# 孩里
孩里（かいり、1023年 - 1099年）は、遼（契丹）の軍人。字は胡輦。回鶻の出身。

## 経歴
重熙年間、近侍の長となった。清寧9年（1063年）、耶律重元の乱の鎮圧に功績を挙げ、金吾衛上将軍の位を加えられ、平乱功臣の称号を賜った。殿前都点検に累進し、宿衛をつとめて厳粛なことで知られた。太康元年（1075年）、守太子太保の位を加えられた。太康2年（1076年）、同中書門下平章事を加官された。太康3年（1077年）、同知南院宣徽使事に転じた。
耶律乙辛が中京留守として出向すると、孩里は入朝して祝った。乙辛を中央に召還する議論が出ると、孩里はこれに反対した。後に乙辛が枢密使となると、孩里は広利軍節度使として出された。皇太子耶律濬が誣告されると、孩里も連座するところだったが、道宗の命により罪を問われなかった。太安初年、品達魯虢部節度使となった。
寿昌5年（1099年）、病の床につき、命数が尽きたと言って医薬を拒否し、死去した。享年は77。

## 伝説
孩里は仏教の熱心な信者であった。清寧初年、道宗の狩猟に従って落馬し、仮死状態から蘇生した。目覚めた孩里が言うには、2人の人物と出会ってとある城に導かれた。城の宮室は宏壮で、絳袍を着た人が殿上に座っており、左右に侍臣たちが列していて、孩里にきざはしを昇るよう導いた。簡牘を持った者が牘を示して、「本来は大腹の骨欲を召すべきところ、おまえを召したのは誤りである」と言った。牘には「官は使相にいたり、寿命は77である」と書かれていた。一瞬の間に宮室を退出し、大きな谷間を押すと目覚めた。道宗はこの話を聞くと、記録に書きとめておくよう命じた。後に牘に書かれていた予言は実現した。

## 伝記資料
- 『遼史』巻97 列伝第27